# Christoph Ludwig von Stechow
Christoph Ludwig von Stechow (* 8. Januar 1698 auf Gut Kotzen; † 18. November 1772 ebenda) war ein preußischer Generalmajor, Chef des Dragonerregiments Nr. 9 und Erbherr auf Kotzen.

## Leben

### Herkunft
Seine Eltern waren Anton Ferdinand Kaspar von Stechow (* 31. Dezember 1666; † 1. Oktober 1701) und dessen Ehefrau Adelheid Sophie, geborene von Werder (* 24. April 1663; † 21. Januar 1711) aus dem Haus Brettin. Der Oberst Friedrich Wilhelm von Stechow (1692–1771) war sein Bruder.

### Militärkarriere
Stechow kam 1713 als Fahnenjunker in das Regiment „Dönhoff“ und wurde 1715 Kornett im Kürassierregiment „Wartensleben“. Er nahm damit am Pommernfeldzug 1715/1716 teil und war bei der Belagerung von Stralsund. 1717 wurde er Leutnant und kam 1719 in das Leibregiment. Dort erhielt er 1723 als Rittmeister eine eigene Kompanie. Friedrich II. ernannt ihn 1741 zum Major und schicke ihn 1743 als Volontär zur Österreichischen Armee, mit der er am 9. Mai 1743 an der Schlacht bei Braunau teilnahm. Während des Zweiten Schlesischen Krieges konnte er sich in der Schlacht bei Kesselsdorf auszeichnen. In der Schlacht von Leuthen besiegte er die Nachhut und machte viele Gefangene.
1745 wurde Stechow Oberst und 1755 Generalmajor und Chef des Dragonerregiments „Nassau“. 1758 stellte er wegen seiner schlechten Gesundheit einen Antrag auf Entlassung, der angenommen wurde. Er zog sich danach auf sein Gut Kotzen zurück und verstarb dort 1772.

### Familie
Stechow heiratete am 25. Februar 1732 Wilhelmine Juliane von Trotha (* 29. Januar 1711; † 14. Juni 1786) aus dem Haus Hechlingen. Er hatte mehrere Kinder:
- Wilhelm Ferdinand Thilo (* 1735; † 16. Februar 1786) ⚭ Auguste Ernestine von Eickstedt-Peterswaldt (1744–1773), Tochter von Friedrich Wilhelm von Eickstedt-Peterswald
- Juliane Amalie